# Viktor Mikeš
Viktor Mikeš alias Miky alias Majks (* 8. února 1983) je český basketbalista hrající Národní basketbalovou ligu za tým BK Kondoři Liberec. Hraje na pozici pivota.
Je vysoký 205 cm, váží 136 kg.

## Kariéra
- 2001 - 2003 : Sokol Vyšehrad
- 2002 - 2004 : Sparta Praha, střídavý start Sokol Vyšehrad
- 2004 - 2006 : USK Praha, střídavý start Sokol Vyšehrad
- 2006 - 2007 : BK Kondoři Liberec
- 2007 - 2009 : BK Jindřichův Hradec

## Statistiky
| Sezóna   | Soutěž      | Odehrané minuty | Průměr na zápas | Body | Průměr na zápas |
| -------- | ----------- | --------------- | --------------- | ---- | --------------- |
| 2001/02  | Mattoni NBL | 400.6           | 14.3            | 122  | 4.4             |
| 2002/03  | Mattoni NBL | 88.3            | 8.0             | 38   | 3.5             |
| 2003/04  | Mattoni NBL | 28.2            | 7.0             | 5    | 1.3             |
| 2004/05  | Mattoni NBL | 108.3           | 7.2             | 29   | 1.9             |
| 2005/06  | Mattoni NBL | 194.6           | 13.0            | 78   | 5.2             |
| 2005/06  | 2. liga     | 30.0            | 30.0            | 5    | 5.0             |
| 2005/06  | Český pohár | 22.2            | 22.2            | 7    | 7.0             |
| 2006/07* | Mattoni NBL | 61.9            | 10.3            | 22   | 3.7             |

 *Rozehraná sezóna - stav k 20.1.2007 